# Боже (Мен и Лоара)
Боже (фр. Baugé) је насељено место у Француској у региону Лоара, у департману Мен и Лоара.
По подацима из 2011. године у општини је живело 6289 становника, а густина насељености је износила 735,56 становника/km².

## Демографија
| 1962. | 1968. | 1975. | 1982. | 1990. | 2011. |
| ----- | ----- | ----- | ----- | ----- | ----- |
| 3.363 | 3.657 | 3.807 | 3.898 | 3.748 | 6.289 |